# La casa dei massacri
La casa dei massacri (Toolbox Murders) è un film horror prodotto negli Stati Uniti nel 2004 diretto da Tobe Hooper e scritto da Jace Anderson e Adam Gierasch. È un libero remake del film Lo squartatore di Los Angeles, di Dennis Donnelly.

## Trama
Daisy Rain, venuta a Hollywood per cercare fortuna, alloggia al Lusman Arms, uno storico condominio ora in ricostruzione. Entrata nella sua stanza viene aggredita da un uomo mascherato che la uccide con un martello.
In un altro appartamento del condominio, l'insegnante Nell e il medico Steven hanno appena traslocato e avvertono Byron, l'amministratore della struttura, del malfunzionamento della doccia e dei rubinetti. La ragazza scopre che i vicini litigano spesso e fa la conoscenza di Julia, della spericolata Saffron, di Ned, l'addetto alla manutenzione, e di Chas Rooker, un uomo che abita nel palazzo dal '47 e le spiega che la struttura è stata costruita da Jack Lusman che avrebbe voluto che fosse un posto d'incontro per le star del cinema. Nell, mettendo a posto i mobili accidentalmente rompe un muro e dentro ci trova una scatola con dei denti umani e ne rimane completamente sconvolta. La donna vuole andarsene dal condominio perché ha una brutta sensazione, ma Steven le rivela che non sono pronti economicamente per un altro trasloco.
Saffron viene uccisa dall'uomo mascherato con uno sparachiodi . Nell sente tutto e chiama la polizia, che non trovando il corpo crede a un falso allarme. Sentendosi sola per la continua assenza di Steven, la ragazza instaura un rapporto d'amicizia con Julia e le rivela della morte del padre avvenuta tre settimane prima. La sera, quando Julia torna in camera, viene anch'essa aggredita e uccisa con un trapano dall'uomo mascherato. Nell si dispera per la scomparsa dell'amica e mentre la cerca riceve da Chas una rivista, all'interno della quale l'uomo ha inserito un foglio su cui si legge di cercarla nella stanza 504. Il problema sorge quando si scopre che la stanza in questione non esiste, che il creatore del condominio aveva a che fare con la magia nera e che i simboli che appaiono più volte nella struttura fanno parte di una maledizione. La 504 e le altre si trovano all'interno del palazzo ma non c'è alcun modo pratico per raggiungerle.
Nell cerca un passaggio segreto attraverso i simboli e trova una botola all'ultimo piano della struttura. Austin, un ragazzino che spiava Julia, scopre dalle registrazioni a cui aveva fatto il backup che la donna è morta. Si dirige quindi da Nell, ma invece di trovare lei trova suo marito Steven. Si scopre che lo scopo dell'uomo mascherato è quello di impedire la ricostruzione del palazzo, visto che lui è stato generato dalla magia nera della struttura e se questa venisse cambiata, lui morirebbe. L'uomo uccide Ned, Luis e Byron e Chas che poco prima di morire rivela a Nell e Steven che l'assassino è uscito dal grembo di sua madre morta dentro la bara, ed è per questo nato dalla morte. Steven ferito riesce a sconfiggere il l'uomo mascherato.
La polizia chiamata da Austin non riesce a trovare il corpo dell'aggressore. Nel mentre Nell, prepara le valigie per andarsene dal condominio, quando però viene aggredita dall'uomo mascherato. Ma grazie all'aiuto dei simboli che aveva sul suo braccio, e all'intervento dei poliziotti, il mostro viene raggiunto da colpi d'arma da fuoco e cade per la finestra impiccato. Quando si crede che tutto sia finito, si scopre che l'uomo è scomparso un'altra volta.